# Cassongue
Cassongue (portugiesisch), auch Kasonge (Bantu), ist ein Landkreis im südwestafrikanischen Land Angola.

## Geschichte
Cassongue gehörte zum Kreis Seles, bis es 1964 Sitz eines eigenen Kreises wurde. Ein Grund war die wachsende Bedeutung als Kaffee- und Weizenanbaugebiet. Zeitgleich wurde der Ort zur Kleinstadt (Vila) erhoben.
Im weiteren Verlauf des Portugiesischen Kolonialkriegs (1961–1975) und des folgenden Angolanischen Bürgerkriegs (1975–2002) erlitt der Kreis einige Zerstörung und wurde in seiner Entwicklung weit zurückgeworfen.
Im Zuge der staatlichen Wiederaufbauprogramme und der wirtschaftlichen Erholung entwickelt sich der Kreis inzwischen wieder deutlich positiv.

## Verwaltung
Cassongue ist Sitz eines gleichnamigen Kreises (Municipio) der Provinz Cuanza Sul. Das Kreisgebiet umfasst 5510 km² mit rund  130.000 Einwohnern (Schätzung 2013). Die Volkszählung 2014 soll fortan für genaue Bevölkerungsdaten sorgen.
Der Kreis setzt sich aus vier Gemeinden (Comunas) zusammen:
- Atóme
- Cassongue
- Dumbi
- Pangambala

## Wirtschaft
Der Anbau von Kaffee nimmt im Kreis weiter an Bedeutung zu. So konnten die 687 Kaffeepflanzerfamilien im Kreis ihre Ernte von 350 Tonnen 2012 auf 400 Tonnen im Jahr 2013 weiter steigern. Cassongue liegt in der traditionellen Kaffeeanbauregion Angolas. Zwischen 1973 und 1974 wurde mit über 204.000 Tonnen in Angola die größte Kaffeeproduktion Afrikas erreicht. Mit Ausbruch des Angolanischen Bürgerkriegs 1975 verließen die portugiesischen Kaffeepflanzer ihre Plantagen, und der Kaffeeanbau verfiel. Seit 2013 wird der Anbau von Robusta-Kaffee unter Förderung der Provinzregierung wieder verstärkt aufgenommen.
Auch als Weizenproduzent hatte der Kreis vormals Bedeutung. So wurden hier 1973 noch 1800 Tonnen Weizen produziert. Der Anbau verfiel jedoch im weiteren Verlauf des Kolonialkriegs (1961–1975) und des folgenden Bürgerkriegs (1975–2002). Seit 2002 wurde im Kreis die Produktion von Weizen wieder aufgenommen, um an die frühere Bedeutung als Weizenproduzent anzuschließen. In dem Zusammenhang haben sich Investoren aus Namibia, Südafrika und Uruguay in Cassongue engagiert.

## Persönlichkeiten
- Felismina Cavela (* 1992), olympische Leichtathletin